# Lamar Heights (Misuri)
Lamar Heights es una ciudad ubicada en el condado de Barton en el estado estadounidense de Misuri. En el Censo de 2010 tenía una población de 178 habitantes y una densidad poblacional de 85,69 personas por km².

## Geografía
Lamar Heights se encuentra ubicada en las coordenadas 37°29′40″N 94°17′36″O / 37.49444, -94.29333. Según la Oficina del Censo de los Estados Unidos, Lamar Heights tiene una superficie total de 2.08 km², de la cual 2.03 km² corresponden a tierra firme y (2.37%) 0.05 km² es agua.

## Demografía
Según el censo de 2010, había 178 personas residiendo en Lamar Heights. La densidad de población era de 85,69 hab./km². De los 178 habitantes, Lamar Heights estaba compuesto por el 98.88% blancos, el 0% eran afroamericanos, el 0% eran amerindios, el 0% eran asiáticos, el 0% eran isleños del Pacífico, el 0% eran de otras razas y el 1.12% pertenecían a dos o más razas. Del total de la población el 1.12% eran hispanos o latinos de cualquier raza.